# Презіденті-Медічі (Рондонія)
Презіденті-Медічі (порт. Presidente Médici) — муніципалітет в Бразилії, входить до складу штату Рондонія. Є складовою частиною мезорегіону Схід штату Рондонія. Входить до економічно-статистичного мікрорегіону Жи-Парана. Населення становить 25 313 чоловік (станом на 2006 рік). Займає площу 1 758 км².
| Бразилія | Це незавершена стаття з географії Бразилії. Ви можете допомогти проєкту, виправивши або дописавши її. |

1. 1 2 3 4 5 6 7  OpenStreetMap — 2004.